# 올림픽 적도 기니 선수단
적도 기니는 1984년 올림픽에 처음 참가한 이후 매년 하계 올림픽에 선수단을 파견해 왔다. 이 나라는 동계 올림픽에 참가한 적이 없다.
2016년 기준 적도 기니 선수 중 올림픽 메달을 획득한 선수는 없다. 미국에서 가장 유명한 올림픽 선수는 에릭 무삼바니(Eric Moussambani)이다. 그는 2000년 하계 올림픽에서 유난히 느린 수영 실력으로 국제적인 명성을 얻었다.
적도 기니 국가 올림픽 위원회는 1980년에 창설되었고, 1984년에 국제 올림픽 위원회의 승인을 받았다.

## 대회별 메달 집계

### 하계 올림픽 메달 집계
| 경기                  | 선수          | 금 | 은 | 동 | 합계 | 순위 |
| 1984년 로스앤젤레스   | 4             | 0  | 0  | 0  | 0    | –    |
| 1988년 서울           | 6             | 0  | 0  | 0  | 0    | –    |
| 1992년 바르셀로나     | 7             | 0  | 0  | 0  | 0    | –    |
| 1996년 애틀랜타       | 5             | 0  | 0  | 0  | 0    | –    |
| 2000년 시드니         | 4             | 0  | 0  | 0  | 0    | –    |
| 2004년 아테네         | 2             | 0  | 0  | 0  | 0    | –    |
| 2008년 베이징         | 3             | 0  | 0  | 0  | 0    | –    |
| 2012년 런던           | 2             | 0  | 0  | 0  | 0    | –    |
| 2016년 리우데자네이루 | 2             | 0  | 0  | 0  | 0    | –    |
| 2020년 도쿄           | 3             | 0  | 0  | 0  | 0    | –    |
| 2024년 파리           | 미래의 이벤트 |    |    |    |      |      |
| 2028년 로스앤젤레스   | 미래의 이벤트 |    |    |    |      |      |
| 2032년 브리즈번       | 미래의 이벤트 |    |    |    |      |      |
| 합계                  | 합계          | 0  | 0  | 0  | 0    | –    |

## 같이 보기
- 분류:적도 기니의 올림픽 참가 선수